# Alpilles
De Alpilles (of lage Alpen) in het departement Bouches-du-Rhône in Frankrijk, is keten van kalkheuvels die van west naar oost 25 kilometer lang is. Geologisch gezien vormen zij een verlengstuk van het oostelijk gelegen Luberon-gebergte. Beide massieven worden van elkaar gescheiden door de vallei van de Durance. De toppen van de Alpilles zijn 300 tot 500 meter hoog. Ze vormen een regionaal natuurpark: het Parc naturel régional des Alpilles. Ten zuiden van het massief ligt de vlakte van de Crau.
De dichte onderbegroeiing in combinatie met droogte en sterke wind maken de Alpilles gevoelig voor bosbranden. In de jaren 1960 werden Aleppodennen aangeplant, die erom bekend staan goed te kunnen weerstaan aan branden. Begrazing door schapen en geiten wordt ook ingezet al brandpreventie.
Een deel van de Alpilles hoort bij het grondgebied van de stad Arles. De voornaamste bezienswaardigheid is het plaatsje Les Baux-de-Provence. De plaatsjes Maussane-les-Alpilles en Mas-Blanc-des-Alpilles verwijzen naar het gebied.

## Cultuurgeschiedenis
Aan de noordelijke voet van de Alpilles in de vruchtbare vallei was de Romeinse nederzetting Glanum gebouwd, waarvan de opgravingen en de triomfboog te bezichtigen zijn. Aan de oostkant was er de site van Eyguières. Vanuit het gebergte werd in de Romeinse tijd water aangevoerd naar Arles over het Aquaduct van Barbegal en het aquaduct van Pont-de-Crau.
Vincent van Gogh is hier geruime tijd psychiatrisch behandeld in het ziekenhuis bij het nog steeds bestaande klooster Saint-Paul-de-Mausole, waar ook Albert Schweitzer tijdens de Eerste Wereldoorlog geruime tijd is geïnterneerd geweest. Van Gogh heeft veel van zijn pijnbomen en cipressen in de omgeving van de Alpilles geschilderd. Op een wandelroute vanuit Saint-Rémy-de-Provence, ten noorden van het gebied, staan langs de weg borden met afbeeldingen van zijn schilderijen, die hij in deze omgeving heeft gemaakt.